# Кошутица (Соколац)
Кошутица је насељено мјесто у општини Соколац, Република Српска, БиХ. Према попису становништва из 1991. у насељу је живјело 179 становника.
У селу су смештене и некрополе са стећцима које представљају непокретно културно добро Републике Српске и национални споменик Босне и Херцеговине.

## Становништво
Према попису становништва из 1991. године, мјесто је имало 179, а мјесна заједница Кошутица је имала 901 становника.
| Демографија | Демографија | Демографија |
| Година      | Становника  | Становника  |
| ----------- | ----------- | ----------- |
| 1991.       | 179         |             |

| Националност (мјесна заједница) | 1991.     |
| Срби                            | 616 (68%) |
| Муслимани                       | 285 (32%) |
| Укупно                          | 901       |